# Île Christmas (Australie)
Pour les articles homonymes, voir Île Christmas.
L'île Christmas, en anglais Christmas Island et Territory of Christmas Island, littéralement en français « île de Noël », est un territoire extérieur australien situé dans le Nord-Est de l'océan Indien, à 345 km au sud-sud-ouest de la province de Java occidental (Indonésie), à 958 km à l'est-nord-est des îles Cocos et à 1 540 km des côtes nord-ouest de l'État d'Australie-Occidentale  (North West Cape). L'île est longue de 21 km, large de 18 km (cette dernière dimension descendant à 5 km dans le centre de l'île) et couvre une superficie de 136 km2. La capitale est Flying Fish Cove.
L'Australie en a la souveraineté depuis 1958. Près des deux tiers de la superficie de l'île ont été déclarés parc national.
L'île abrite depuis 2001, avec une fermeture d'un an en 2018, un centre de rétention pour immigrés.

## Histoire
Elle fut baptisée le 25 décembre 1643 par le capitaine anglais William Mynors qui l'aperçut ce jour au cœur de l'océan Indien. Inhabitée lors de sa découverte controversée (personne ne sait exactement quand et par qui elle a été découverte), elle est notée sur une carte hollandaise par Pieter Goos, publiée en 1666. Sur cette carte l'île était désignée sous le nom de Moni, peut-être d'origine malaise, à moins que ce ne soit un nom grec savant (moni : « isolée ») donné par les Hollandais.
La première visite certaine date de mars 1688, par le Britannique William Dampier qui la trouva inhabitée.
La première installation sur l'île s'est faite deux cents ans après, au lieu-dit Flying Fish Cove, en 1888 par le Britannique George Clunies-Ross qui, avec sir John Murray, un naturaliste britannique, obtint la première location de terres. Ce dernier ayant analysé des échantillons de roche avait constaté qu'elle était composée presque entièrement par du phosphate (engrais de guano). À la suite de cette découverte, l'île fut annexée par le Royaume-Uni le 6 juin 1888 et fut administrée par la colonie de Singapour, comme dépendance des Établissements des détroits, comme on appelait alors l'ensemble formé par les colonies de Malacca, Penang et Singapour.
L'exploitation du phosphate débuta en 1897 avec la fondation de la Christmas Island Phosphate Co. Ltd.
De mars 1942 à la fin de la Seconde Guerre mondiale, en 1945, les forces japonaises occupèrent l'île.
Cette île est devenue un territoire australien le 1er octobre 1958 avec l'entrée en vigueur du Christmas Island Act 1958–59. Depuis cette date, l'administration australienne du territoire est sous la responsabilité d'un représentant officiel du gouvernement australien. Cette situation a été modifiée en 1968 par la nomination d'un administrateur relevant du ministère des Territoires.
En 1948, les gouvernements australiens et néozélandais qui avec les British Phosphate Commissioners avaient poursuivi l'exploitation intensive des mines rachetèrent l'île à la Christmas Island Phosphate Company. L'Australian Phosphate Corporation, une régie nationale, a remplacé les exploitants précédents en 1981. Cette situation a duré jusqu'en 1987, quand la Corporation a cessé à son tour et a été remplacée par une compagnie appartenant à l'Union of Christmas Island Workers. L'extraction de phosphate constitue encore la principale industrie de l'île.
En 1989, un parc national de quelque 1 600 ha a été créé, dans lequel une espèce endémique de crabe rouge, le Gecarcoidea natalis, est protégée. Ce parc couvre 60 % de l'île, comprenant principalement la forêt pluviale. Il est surveillé par l'Australian Nature Conservation Agency.

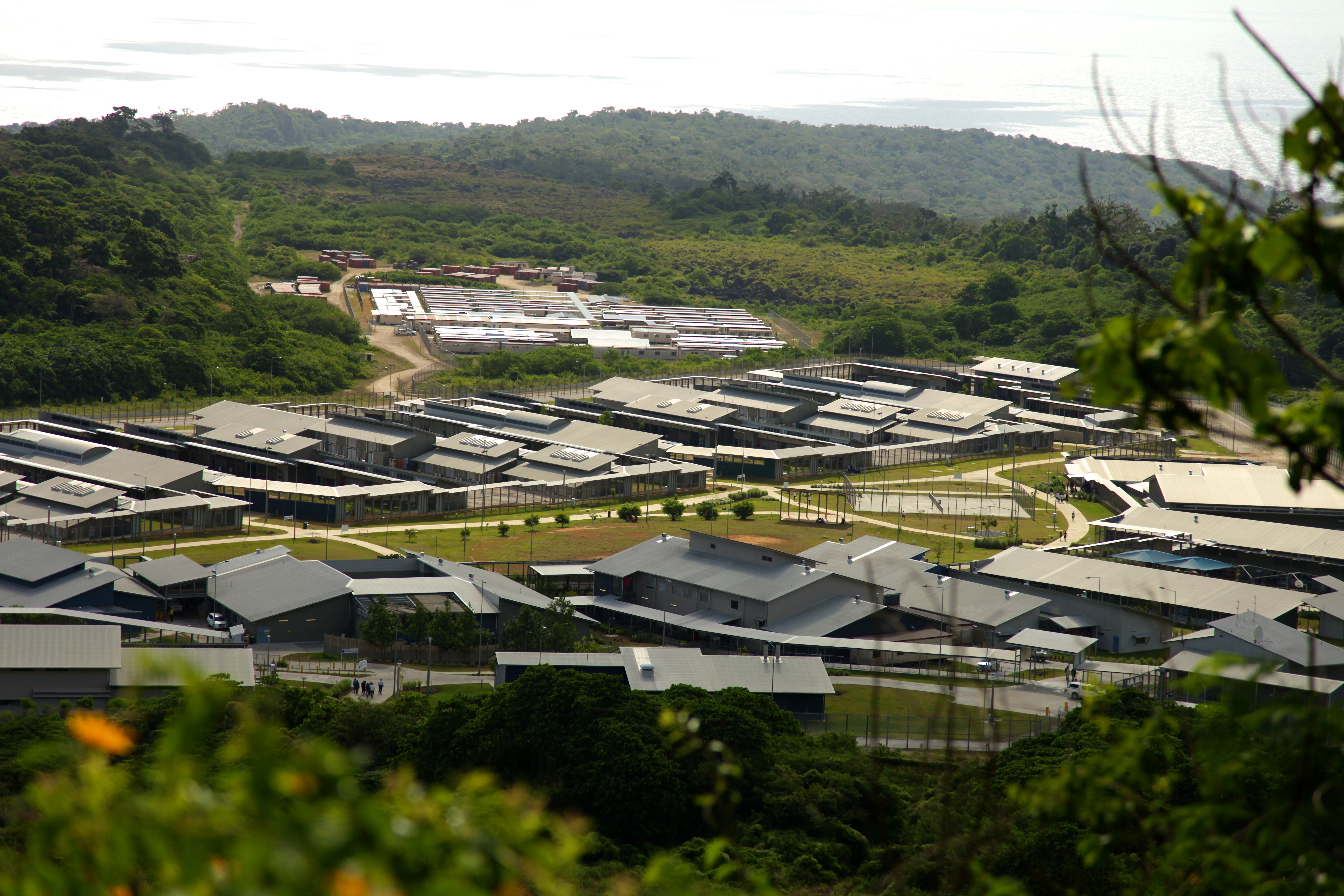
Le centre de rétention de l'Île Christmas.

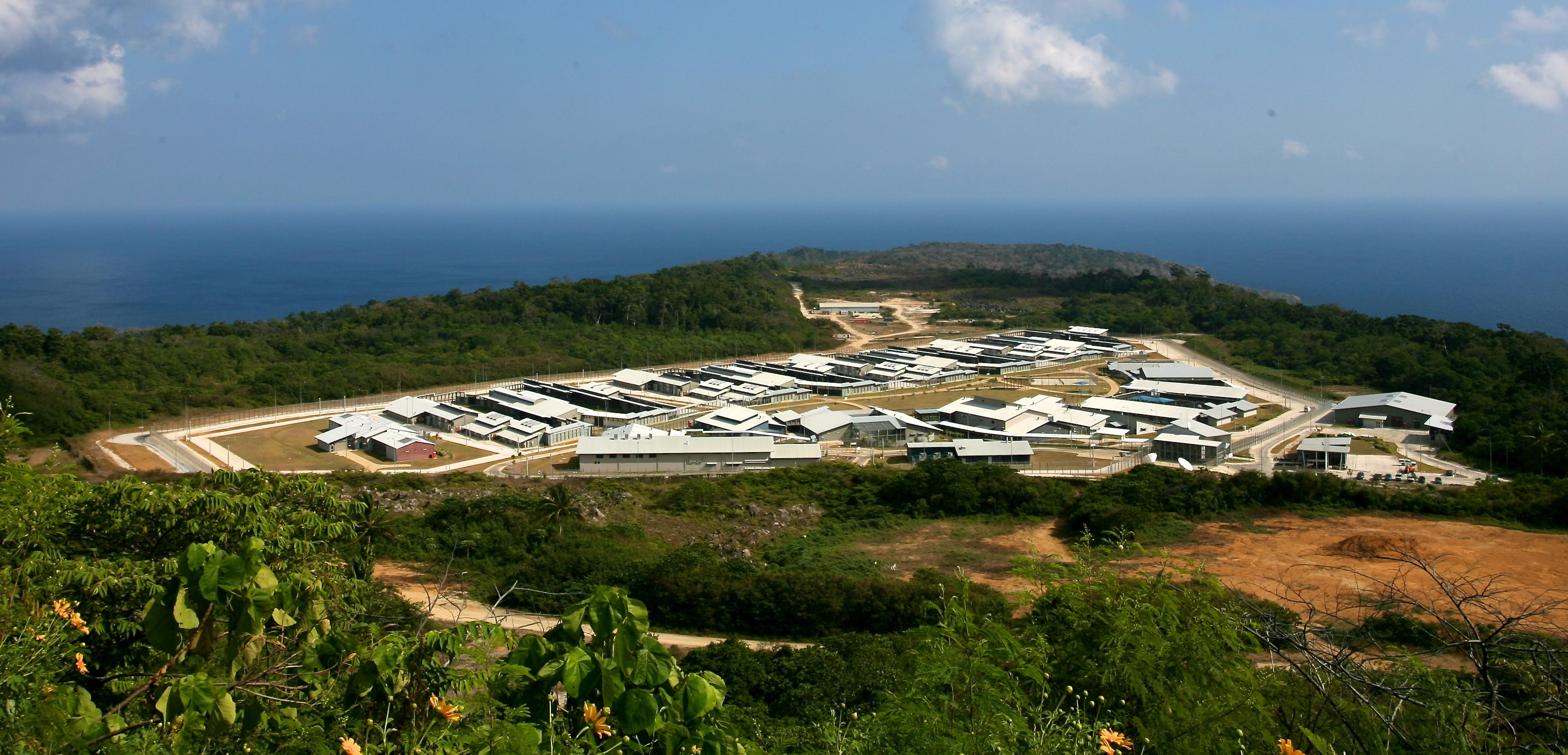
Vue du centre de rétention pour immigrés en 2008.

L'histoire récente de l'île est liée à celle des migrations humaines et de leur répression. Elle est devenue l'un des principaux points de passage pour les réfugiés cherchant à gagner l'Australie, notamment en provenance d'Irak, d'Afghanistan ou du Sri Lanka et transitant par l'Indonésie. Depuis la mise en place de la politique dite « Pacific Solution », l'île abrite le plus grand centre de rétention australien, destiné à enfermer ces migrants débarqués clandestinement. Les côtes de l'île ont connu des naufrages tragiques qui ont fait plusieurs centaines de morts en dix ans. En 2009, cinq réfugiés afghans meurent en mer, et le 15 décembre 2010, un naufrage sur les côtes de l'île Christmas fait 27 morts et 36 blessés.

## Géographie

Carte de l'île Christmas.

L'île a l'aspect quadrilatère aux côtes incurvées. Il s'agit du sommet aplati d'une montagne sous-marine, un atoll surélevé, de plus de 4 500 mètres de haut, la partie émergée culminant à 361 mètres au-dessus du niveau de la mer au niveau de Murray Hill. La présence de basalte atteste ses origines volcaniques, mais la plus grande partie est constituée de calcaire accumulé par les coraux sur plusieurs millions d'années, mais soulevés par les mouvements tectoniques. D'abruptes falaises constituent la plupart de ses côtes. Le récif corallien qui entoure l'île la rend encore plus difficile d'accès.

### Climat
Île Christmas a un climat tropical de mousson(Köppen: Am) modéré par les alizés. L'île n'est située que dix degrés sous l'équateur,  les températures ne varient pas beaucoup: d'un minimum de 16,2 °C le 11 juillet 1978 à un maximum de 31,8 °C le 30 novembre 1981. Entre novembre et juin, il y a une saison humide, avec des averses abondantes et des cyclones tropicaux occasionnels. Cependant, entre juillet et octobre, il y a une saison assez sèche, avec moins de pluie.
| Mois                                            | jan.  | fév.  | mars  | avril | mai   | juin  | jui. | août | sep. | oct. | nov. | déc.  | année   |
| ----------------------------------------------- | ----- | ----- | ----- | ----- | ----- | ----- | ---- | ---- | ---- | ---- | ---- | ----- | ------- |
| Température minimale moyenne (°C)               | 22,9  | 23    | 23,3  | 23,7  | 24    | 23,5  | 22,7 | 22,3 | 22,3 | 22,8 | 23,1 | 22,8  | 23      |
| Température moyenne (°C)                        | 25,5  | 25,6  | 25,8  | 26    | 26    | 25,3  | 24,5 | 24,2 | 24,3 | 24,9 | 25,3 | 25,3  | 25,2    |
| Température maximale moyenne (°C)               | 28,1  | 28,1  | 28,3  | 28,3  | 27,9  | 27,1  | 26,2 | 26,1 | 26,2 | 26,9 | 27,4 | 27,8  | 27,4    |
| Record de froid (°C)                            | 18,8  | 18,4  | 18,6  | 18,3  | 19,3  | 18,3  | 16,2 | 17,7 | 16,7 | 18,2 | 18   | 17,1  | 16,2    |
| Record de chaleur (°C)                          | 31,4  | 31,5  | 31,5  | 31,4  | 30,7  | 29,8  | 29,3 | 29,5 | 30,9 | 31,4 | 31,8 | 31,2  | 31,8    |
| Précipitations (mm)                             | 280,6 | 353,7 | 321,5 | 244,2 | 180,1 | 171,7 | 97,2 | 38,5 | 45,4 | 61,9 | 150  | 216,5 | 2 147,8 |
| dont nombre de jours avec précipitations ≥ 1 mm | 15,1  | 16,9  | 17,8  | 15    | 10,7  | 10,2  | 8,1  | 6,1  | 4,2  | 4,2  | 7,4  | 11,8  | 127,5   |
| Humidité relative (%)                           | 79    | 83    | 82    | 83    | 81    | 81    | 81   | 79   | 80   | 79   | 79   | 78    | 80      |

## Environnement

### Faune

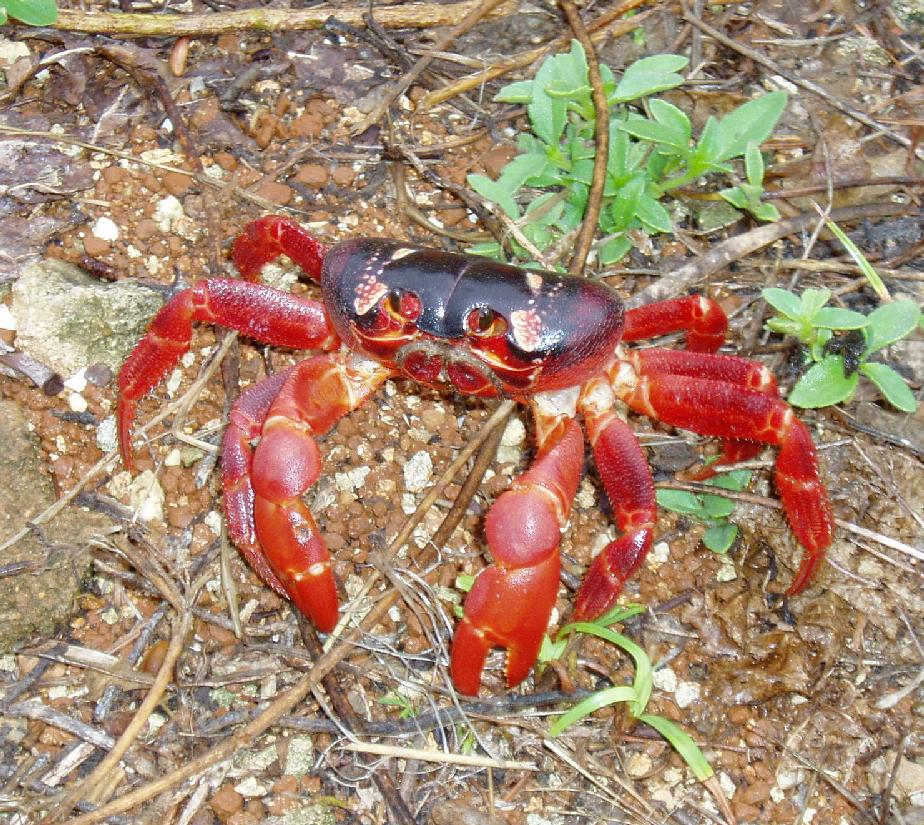
Crabe rouge terrestre Gecarcoidea natalis de l'île Christmas.

L'île connaît à la saison des pluies une migration de reproduction de crabes rouges qui vivent à l'intérieur des forêts. Ils migrent pour aller pondre sur le rivage, même s'ils n'y vivent plus. Leur déplacement annuel se fait à la saison des pluies pour éviter la chaleur.
Ces crabes sont une espèce protégée — inoffensifs pour l'être humain — parce qu'ils sont indispensables à la vie des forêts locales. Pendant la migration, la population de Christmas s'adapte, notamment en évitant certaines routes.
À chaque saison des pluies, l'île est envahie par des dizaines de millions de crabes terrestres rouges, Gecarcoidea natalis. Costaud et mafflu, il peut peser plus de 1 kg et vivre au-delà de 12 années. Sortant de la forêt tropicale, ils se ruent vers les rivages afin de s'y reproduire, les femelles se dressent face à la mer et expulsent près de 100 000 œufs chacune puis regagnent leurs terriers. La longue marche des bébés crabes commence par une difficulté de taille : la falaise qu'il leur faut escalader. Seuls les oiseaux de mer constituent une menace pour les mini-crabes parfaitement inoffensifs. Pendant les trois semaines de cette formidable transhumance, les îliens imperturbables, prennent le parti de la nonchalance et continuent à cultiver leur forme, par exemple en jouant au golf parmi des milliers de crabes. La migration des crabes rouges constitue une attraction touristique supplémentaire.
Ils sont cependant menacés par une espèce de fourmi non autochtone (Anoplolepis gracilipes) amenée certainement avec une cargaison de bois d'Afrique.
L'île Christmas abrite plusieurs espèces d'oiseaux endémiques comme le ninoxe de Christmas, le carpophage de Wharton, le Zostérops de Christmas, le fou d'Abbott et Collocalia natalis.
L'île compte également des geckos endémiques, comme Cyrtodactylus sadleiri. Certaines sont éteintes à l'état sauvage depuis le début du XXIe siècle, notamment Lepidodactylus listeri et Cryptoblepharus egeriae.

#### Mammifères
Deux espèces de rat endémiques, Rattus macleari et Rattus nativitatis, ont vécu sur l'île jusqu'au début du XXe siècle. Elles se sont éteintes avec l'introduction accidentelle du rat noir (Rattus rattus).
Les autres mammifères endémiques sont la musaraigne Crocidura trichura, probablement éteinte, et la chauve-souris Pipistrellus murrayi  déclarée éteinte en 2017.

## Gouvernement
L'île Christmas est un territoire australien non-autonome, administré par le Ministère des Transports et des Services Régionaux (le Department of Transports and Regional Services, ou DOTARS). Le système légal est placé sous l'autorité du gouverneur général d'Australie et de la législation australienne. Un administrateur, nommé par le Gouverneur-général, représente le Roi et l'Australie.
Il existe un conseil local, le Christmas Island Shire Council (9 sièges ; élection au suffrage direct pour quatre ans, la moitié des sièges renouvelée tous les deux ans).
Au niveau fédéral, les résidents australiens de l'île sont représentés à la Chambre des représentants par les élus de la circonscription de Lingiari (Territoire du Nord), et au Sénat par les sénateurs du Territoire du Nord.

## Économie

### Phosphates
Depuis la découverte en 1888 par John Murray de l'abondance de phosphates dans l'île, qui provoqua son immédiate annexion par la couronne britannique, son exploitation représente de loin la première ressource du territoire. Les mines de phosphates sont exploitées par une compagnie appartenant à l'Union of Christmas Island Workers depuis 1991.

### Centre de rétention

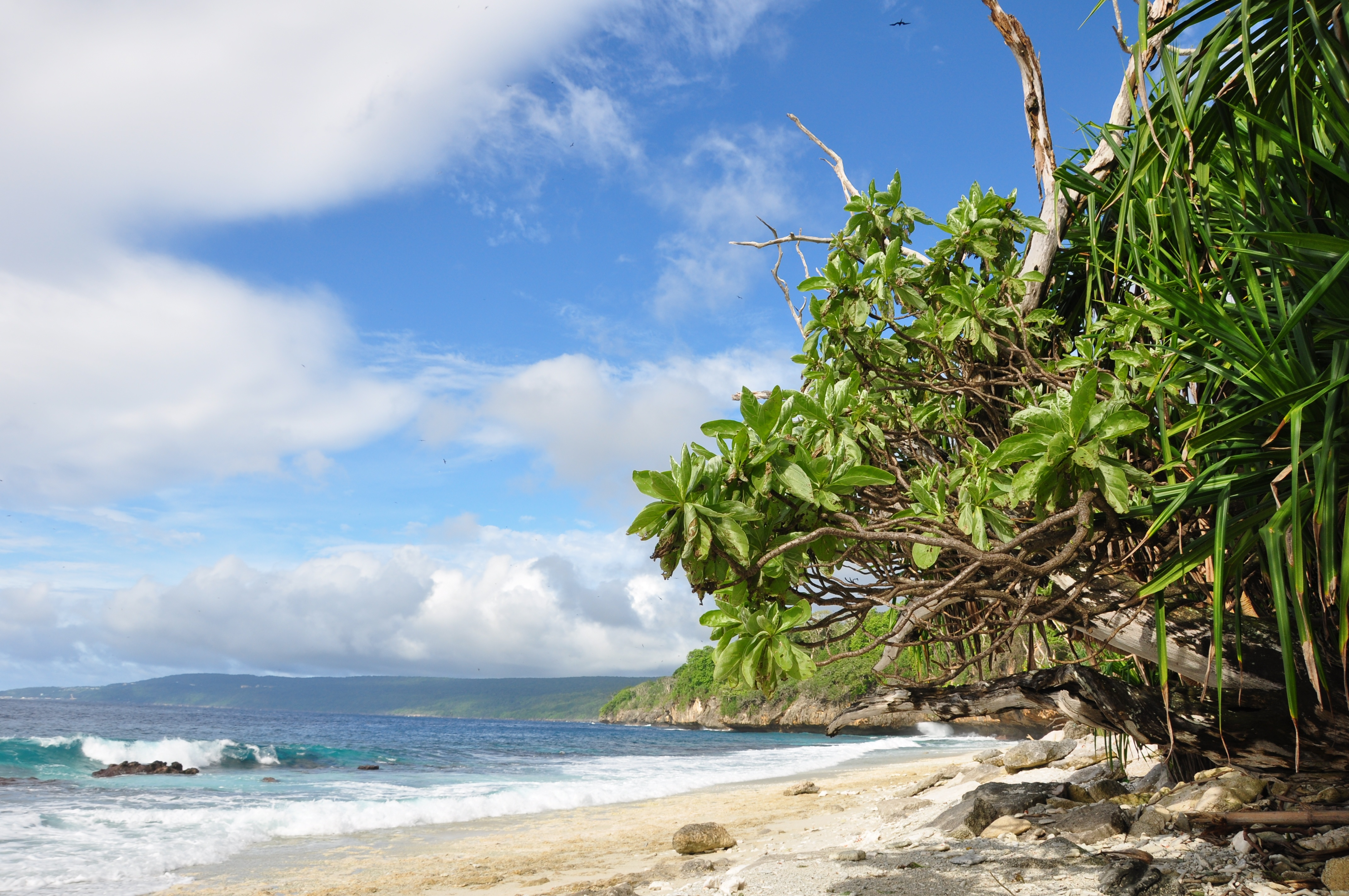
Une plage sur l'île Christmas du centre de rétention.

En 2001, à la suite de l'affaire du Tampa débute la construction d'un imposant centre de rétention pour immigrés grâce à un budget de 230 millions de dollars. D'une capacité initiale de 800 détenus, étendue par la suite à 1 200, et de par ses multiples caméras de vidéo-surveillance, micros, portes électriques, grillages électrifiés, détecteurs de mouvements, surveillance par micro-ondes, ses bornes d'identification des détenus et sa pièce de surveillance à distance, son « quartier pour bébés » de huit bâtiments, ce centre rétention devient le plus grand et plus « high-tech » de l'Australie. La topographie naturelle de l'île renforce d'autant plus sa sécurité, la côte étant bordée de falaises abruptes.
L'île Christmas est depuis surnommée « l'île de la détention », ou « l'île-prison ». Le camp est parfois comparé à celui de Guantánamo. Des rumeurs circulent d'ailleurs sur des fins militaire de ce camp, alimentées par la visite d'une délégation militaire américaine en 2006[réf. nécessaire].
L'influence de ce centre de rétention est à prendre en compte pour expliquer les fortes variations démographiques et les évolutions économiques de l'île, dont le tourisme a quasiment disparu.
Le centre de rétention a fermé ses portes le 30 septembre 2018 mais a rouvert un an plus tard.

### Autres activités économiques
Avec l'aide du gouvernement, un casino ouvre ses portes en 1993, mais devra fermer définitivement en 1998.
En 2001, le gouvernement australien décide de créer une base de lancement spatial, mais à ce jour[Quand ?], la construction de la base n'a pas encore commencé.
En 1989, un parc national a été créé, dans lequel une espèce rare de crabe rouge est protégée. Cette curiosité crée une activité touristique de petite envergure.

## Démographie
La population de l'île, qui a connu de grandes variations ces dernières années, est estimée à 2 072 personnes en 2011.
Les Chinois constituent le plus grand groupe ethnique (18,3 %), puis suivent les Australiens (11,7 %), les Malais (9,3 %) et les Anglais (8,9 %).
Environ 25 % des habitants sont nés en Iran, en Afghanistan et en Irak.
Les bouddhistes représentent 16,8 % de la population, les musulmans 14,7 %, les chrétiens 7,1 %; d'autres pratiquent diverses religions ou aucune (61,4 %).

## Drapeau
Le drapeau du territoire de l'île Christmas fut créé en 1986 lors d'un concours organisé par le conseil du comté (Christmas Island Shire Council) en vue de la création d'un drapeau insulaire. Le drapeau ne fut toutefois pas officiellement reconnu avant le 26 janvier 2002, jour de la fête nationale australienne. Les étoiles de la Croix du Sud, symbolisent l'association de l'île avec l'Australie. Le bleu représente l'océan Indien ; le vert, la forêt tropicale et l'oiseau est un bosun doré (Phaethon lepturus fulvus), une espèce vivant uniquement sur l'île. Une représentation graphique de l'île figure sur le disque jaune au centre du drapeau.

## Culture
Les autorités locales de l'île Christmas n'ont pas de politique linguistique particulière. La Christmas Island Act de 1958 ne contient aucune disposition en matière de langue. Il existe un conseil local, le Christmas Island Shire Council (neuf sièges, élus au suffrage direct pour un an, chaque mois de décembre), qui ne délibère qu'en anglais. Les tribunaux locaux fonctionnent en cette même langue, de même que l'Administration. Les écoles dispensent leurs cours en anglais. Les établissements d'enseignement sont pourvus en personnel par des enseignants relevant de l'Education Department of Western Australia (Département d'éducation de l'Australie occidentale) et suit le programme d'études de cet État. La plupart des élèves qui désirent poursuivre la fin du secondaire doivent fréquenter des écoles de l'Australie occidentale.
Outre les journaux australiens, le Shire of Christmas Island publie un bimensuel de langue anglaise, The Islander. L'île Christmas reçoit le Golden West Network (GWN), une émission de réseau de la télé commerciale de l'Australie occidentale, mais aussi les stations ABC, SBS et la TWIN-TV, toutes en anglais. La radio VLU2 est la station d'émission locale, transmettant sur 1 422 kHz et 102.2 ; elle diffuse en anglais, en malais et en chinois mandarin. L'île reçoit aussi WAFM, une station commerciale basée en Australie-Occidentale, ainsi qu'ABC Classical Radio et Triple-J.
Depuis plusieurs années, un complexe récréo-touristique (avec casino) a été aménagé afin d'attirer des touristes.

## Sport
Le rugby à XIII se développe dans l'île à la fin des années 2010, mais se heurte à des difficultés certaines. L'Australie, pays où ce sport est roi, est en effet très éloignée et n'est desservie que par une ligne aérienne d'une fréquence bihebdomadaire. Le premier match à IX (rugby joué avec les règles du rugby à XIII mais avec seulement neuf joueurs) se déroule en 2016. Le comité local est aidé dans sa démarche de développement par la NRL Western Australia et a pour objectif de disputer des matchs contre ses voisines, les îles Cocos, et de créer une compétition de rugby à XIII dans l'océan Indien.